# Lingua eyak

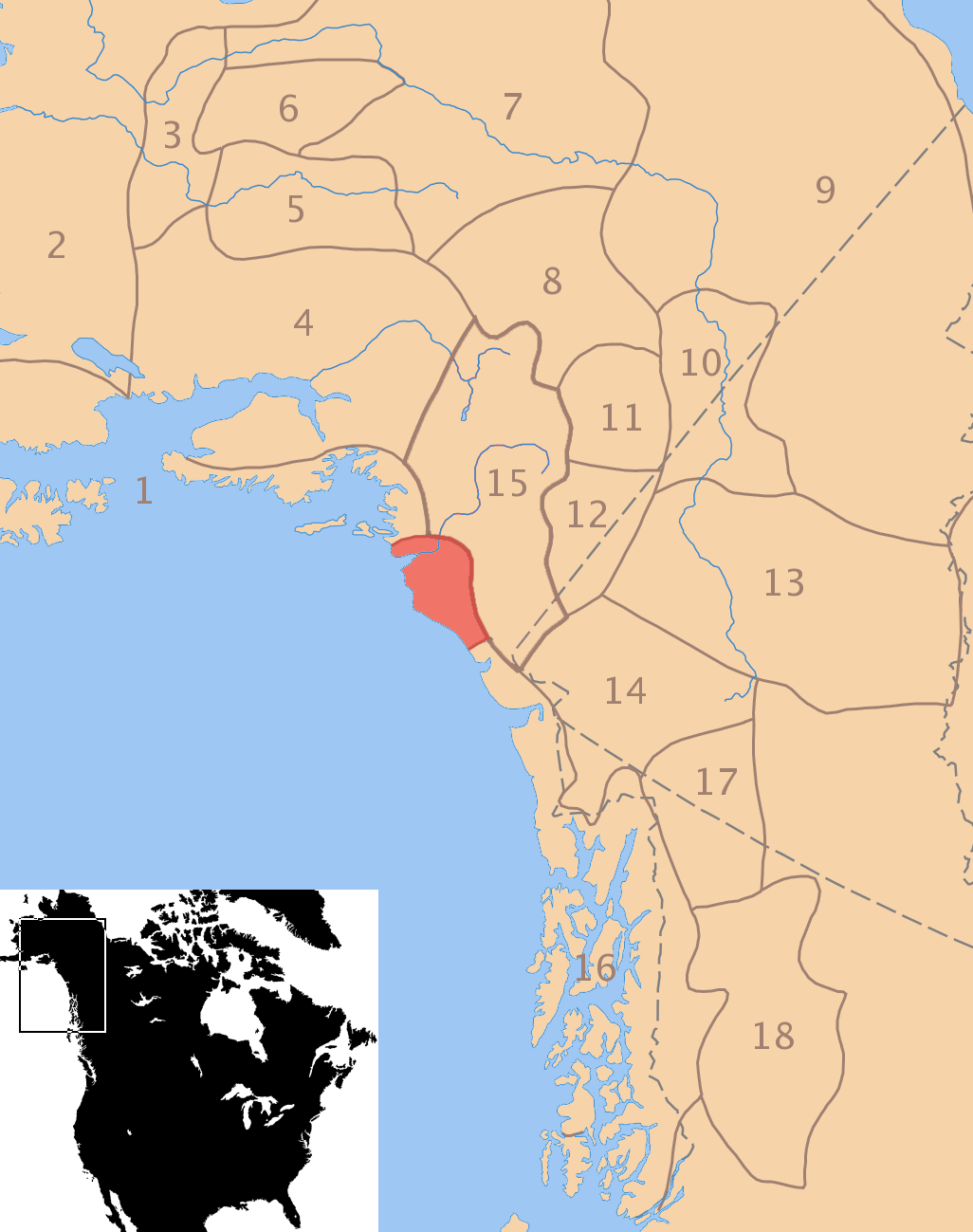
Distribuzione della lingua

La lingua eyak (nome nativo: I·ya·q [ʔiːjaːq]) è una lingua na-dene parlata dall'omonimo popolo. Con la morte di Marie Smith Jones e la sorella Sophie Borodkin nel 2008, ultime parlanti, la lingua si è estinta.

## Fonologia

### Consonanti
|                      |                      | Bilabiali | Alveolari | Alveolari | Postalveolari / Palatali | Velari  | Velari  | Uvulari | Glottali |
| centrale             | laterale             | Bilabiali | piana     | labiale   | Postalveolari / Palatali |         |         | Uvulari | Glottali |
| -------------------- | -------------------- | --------- | --------- | --------- | ------------------------ | ------- | ------- | ------- | -------- |
| Occlusive            | non aspirate         |           | d [t]     |           |                          | g [k]   | gw [kʷ] | g̣ [q]   |          |
| Occlusive            | aspirate             |           | t [tʰ]    |           |                          | k [kʰ]  |         | q [qʰ]  |          |
| Occlusive            | eiettive             |           | t' [tʼ]   |           |                          | k' [kʼ] |         | q' [qʼ] | ' [ʔ]    |
| Affricate            | non aspirate         |           | dz [ts]   | dl [tɬ]   | j [tʃ]                   |         |         |         |          |
| Affricate            | aspirate             |           | ts [tsʰ]  | tl [tɬʰ]  | ch [tʃʰ]                 |         |         |         |          |
| Affricate            | eiettive             |           | ts' [tsʼ] | tl' [tɬʼ] | ch' [tʃʼ]                |         |         |         |          |
| Consonante fricativa | Consonante fricativa |           | s [s]     | ł [ɬ]     | sh [ʃ]                   | x [x]   | xw [xʷ] | x̣ [χ]   | h [h]    |
| Nasali               | Nasali               | (m [m])   | n [n]     |           |                          |         |         |         |          |
| Approssimanti        | Approssimanti        |           |           | l [l]     | y [j]                    |         | w [w]   |         |          |

### Vocali
|           | Tese/Lunghe | Tese/Lunghe | Tese/Lunghe | Molli/Corte   | Molli/Corte | Molli/Corte |
| Anteriori | Centrali    | Posteriori  | Anteriori   | Centrali      | Posteriori  |             |
| chiuse    | i· [iː]     |             | u· [uː]     | i [ɪ]         |             | u [ʊ]       |
| medie     | e· [eː]     |             |             | e [ɛ] / æ [ɛ] | a [ə]       |             |
| aperte    | a· [aː]     |             |             | a [a]         |             |             |
Le vocali seguite da una "n" sono nasalizzate.